# Kitaazumi-gun
Kitaazumi-gun (jap. 北安曇郡, dt. „Nord-Azumi-gun“) ist ein Landkreis (gun) in der Präfektur Nagano auf der japanischen Hauptinsel Honshū. Er hat eine Fläche von 544,54 km², 33.386 Einwohner und damit eine Bevölkerungsdichte von 61,3 Einwohner pro km² (Stand: 1. März 2010). Die Abkürzung des Kreisnamens lautet Hokuan. Kitaazumi-gun wird durch das Gebiet der kreisfreien Stadt (shi) Ōmachi in zwei Teile geteilt. Zu Kitaazumi-gun gehören eine Stadt (machi) und drei Dörfer (mura). Im südlichen Teil befinden sich die Stadt Ikeda und das Dorf Matsukawa. Im nördlichen Teil befinden sich die Dörfer Hakuba und Otari.

## Geschichte
Kitaazumi-gun entstand am 14. Januar 1879 durch die Teilung des alten Azumi-gun in Kitaazumi-gun und Minamiazumi-gun (Südazumi-gun). Letzterer ist im Jahr 2005 mit der Gründung der kreisfreien Stadt Azumino aufgelöst worden. Sitz der damaligen Kreisverwaltung war Ōmachi. Am 1. April 1889 gehörten 17 Dörfer zu Kitaazumi-gun, jedoch wurde bereits am 10. April 1889 Ōmachi zur Stadt ernannt. Am 1. April 1915 wurde Ikeda zur Stadt erhoben. Vor der großen Gebietsreform der 1950er Jahre gehörten Kitaazumi-gun zwei Städte und 15 Dörfer an. Mit der ersten großen Gebietsreform am 1. Juli 1954 wurde Ōmachi kreisfrei. Weitere kommunale Zusammenlegungen folgten in den Jahren 1955, 1956, 1957, 1958 und 1959. 1960 hatte Kitaazumi-gun nur noch eine Stadt und fünf Dörfer. Die letzte Gebietsreform fand am 1. Januar 2006 statt, als die Dörfer Miasa und Yasaka mit Ōmachi zusammengelegt wurden.